# Таино (языки)
Таино — группа индейских языков на Больших Антильских (Кубе, Гаити, Ямайке и Пуэрто-Рико) и Багамских островах, которые исчезли к XVIII веку.
Относились к приморской ветви аравакской семьи языков, самому большому по числу языков «языковому кусту» в Новом Свете. Языки отражали сложную социальную структуру таинских племён, разделённых на 3 сословия или касты:
- naborias (рабочие или работники),
- nitainos (подруководители),
- bohiques (дворяне, жрецы и знахари) — из которых происходили вожди (короли) племён.

Будучи языками первого контакта европейских моряков с туземным населением Антилии (островов Карибского бассейна), языки Таино послужили источником многих слов в испанском, английском, а затем и русском языках, например: барбекю, каноэ, каннибал, гуава, гамак, ураган, игуана, маис, папайя, табак и другие.